# 傑佛遜克羅斯羅茲 (特拉華州)
傑佛遜克羅斯羅茲（英語：Jefferson Crossroads）是位於美國特拉華州蘇塞克斯縣的一個非建制地區。該地的面積和人口皆未知。

## 地理
傑佛遜克羅斯羅茲的座標為38°50′03″N 75°20′43″W / 38.83417°N 75.34528°W，而該地的平均海拔高度為9米（即30英尺）。